# Die 12 Cellisten

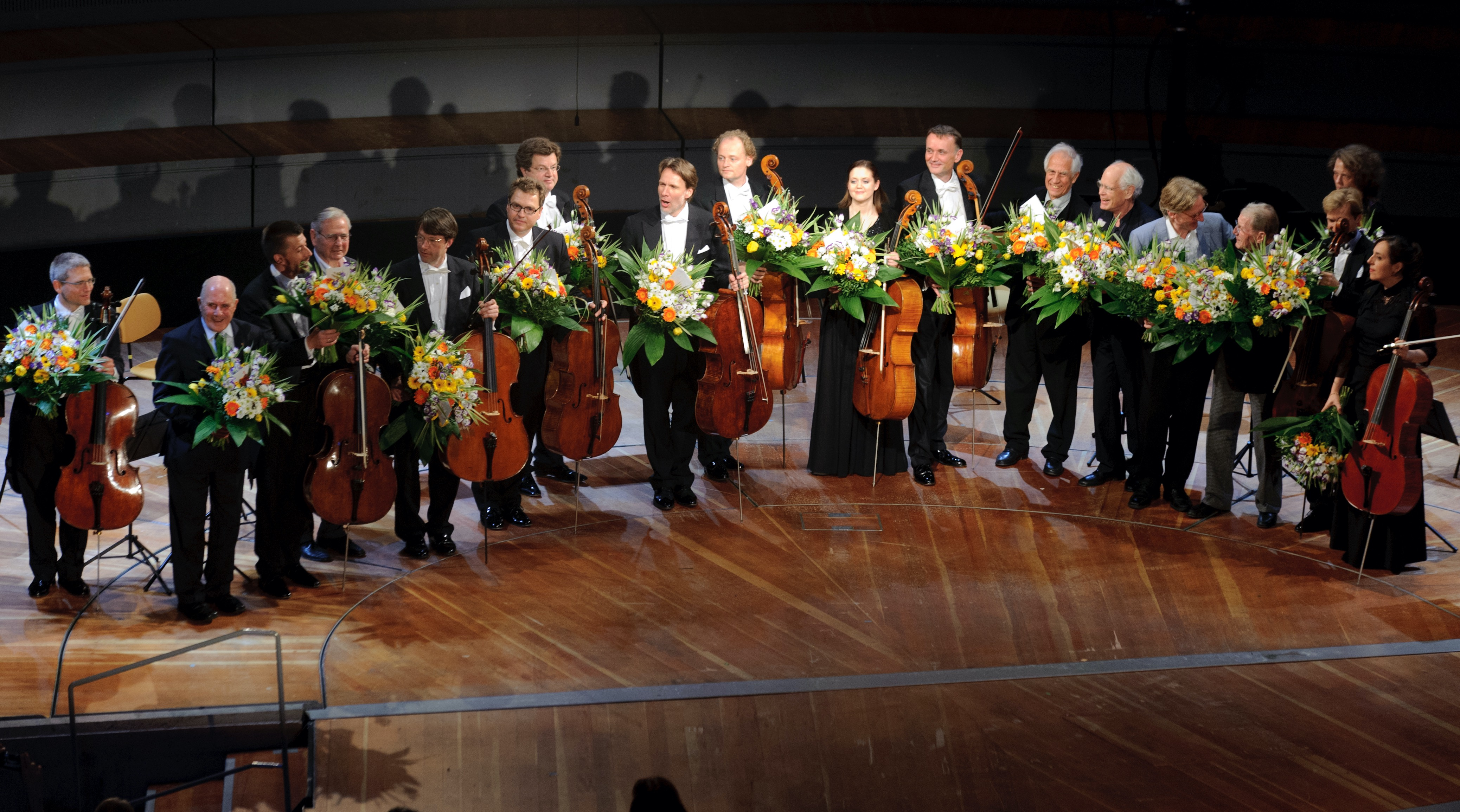
40 Jahre 12 Cellisten in der Berliner Philharmonie 2012 mit den Gründern des Ensembles

Die 12 Cellisten – eigentlich: Die 12 Cellisten der Berliner Philharmoniker – sind ein Ensemble von Violoncellisten der Berliner Philharmoniker. Sie spielen vor allem Neue Musik und gehören zu den bekanntesten und erfolgreichsten Kammermusikern der Welt.

## Geschichte

### Gründung und erste Schritte
Anfang 1972 baten Redakteure des ORF Salzburg die Berliner Philharmoniker um eine öffentliche Rundfunkaufnahme des seit langem nicht mehr aufgeführten Werks Hymnus von Julius Klengel für 12 Celli. Die Cellisten des Orchesters spielten das Werk am 25. März 1972 im Mozarteum in Salzburg ein – und zwar kammermusikalisch, ohne Dirigent. Das gefiel den Cellisten so gut, dass sie beschlossen, den Ansatz auszubauen und (neben der unverminderten Arbeit im Orchester) als eigenständiges Ensemble aufzutreten. Einer von ihnen, Rudolf Weinsheimer, übernahm die notwendige Organisation und das Marketing.
Ein Problem war zunächst, dass für die damals völlig neuartige Besetzung außer dem Hymnus von Klengel nichts an Original-Literatur bekannt war. Ein glücklicher Zufall (Weinsheimer nahm die 15-jährige Tatjana Blacher als Anhalterin mit) brachte die Cellisten in Kontakt zum Komponisten Boris Blacher, der für sie die Tanzsuite Blues – Espagnola – Rumba philharmonica für zwölf Violoncelli soli schrieb. Zusammen mit Werken für kleinere Cello-Ensembles (u. a. von David Funck und Heitor Villa-Lobos) konnten die 12 Cellisten ein erstes abendfüllendes Programm zusammenstellen. Nachdem sie zuvor bereits vereinzelt im Rahmen anderer Konzerte aufgetreten waren, gaben sie am 26. August 1973 in Tokio ihr erstes eigenes Konzert. 
Von Beginn an waren ihre Auftritte weltweit ein überwältigender Erfolg, wurden von Zuschauern wie Kritikern bejubelt, so dass rasch klar war, dass das neuartige Ensemble dauerhaft bestehen bleiben sollte.

### Weitere Entwicklung
Da sie hauptberuflich Orchestermusiker blieben, konnten (und können) die 12 Cellisten nur in begrenztem Umfang Konzerte geben. Doch das tat ihrem Erfolg nie Abbruch, machte im Gegenteil jeden einzelnen ihrer Auftritte umso begehrter. Auch zu öffentlichen Anlässen, etwa als Begleiter des Bundespräsidenten bei Auslandsreisen, werden sie häufig eingeladen.
1991 wurde die Cellogruppe der Berliner Philharmoniker auf 13, 2010 auf 14 Cellisten erweitert; als Ensemble treten die Cellisten jedoch weiterhin zu zwölft auf, nunmehr in wechselnden Besetzungen, wobei jeweils zwei von ihnen aussetzen.
In ihrer frühen Zeit profitierten die 12 Cellisten von praktisch konstanter Besetzung (in den ersten zehn Jahren gab es nur einen Wechsel, als Wolfgang Boettcher das Orchester verließ und durch Jan Diesselhorst ersetzt wurde). In den folgenden Jahren stieg aber die Fluktuation an, und insbesondere als 1996 Rudolf Weinsheimer in den Ruhestand ging, stand zeitweilig sogar der Fortbestand des Ensembles in Frage, bis sich Martin Menking bereit erklärte, die Organisation fortzuführen. Von hier an kann man von der zweiten Generation der 12 Cellisten sprechen. 
Als letztes Gründungsmitglied verließ 2006 Götz Teutsch das Ensemble.

### Repertoire
Bis heute wurden über 50 Kompositionen den 12 Cellisten gewidmet (unter anderem von Wolfgang Rihm, Jean Françaix, Iannis Xenakis, Sofia Gubaidulina und vielen mehr), so dass sie längst keine Schwierigkeiten mehr haben, ein Konzertprogramm zusammenzustellen.
Außerdem nehmen in ihren Konzerten und mehr noch auf den jüngeren CDs inzwischen auch Arrangements von Werken der Unterhaltungsmusik einen größeren Raum ein. Hatten die 12 Cellisten zunächst solche Arrangements primär als Zugabe gespielt, versuchten sie sich in späteren Jahren auch gezielt an bestimmten Genres, etwa Tango, Chanson oder Filmmusik. Ein hilfreicher Partner wurde den 12 Cellisten hierbei der Komponist Wilhelm Kaiser-Lindemann, der zahllose Werke aus verschiedensten Genres für sie arrangierte; für Ausflüge in den Jazz arbeiteten die 12 Cellisten auch mit Jazzmusikern wie Till Brönner und Jocelyn B. Smith zusammen.

### Inspirierte Nachfolger
Der große Erfolg der 12 Cellisten hat vielfach andere Musiker inspiriert. So entstanden weltweit zahlreiche reine Cello-Ensembles, allerdings zumeist in kleineren Besetzungen zu vier, sechs oder acht Mitgliedern; auch die Rockband Apocalyptica ist in diesem Kontext zu nennen. Mancherorts versuchten sich auch Orchester-Stimmgruppen anderer Instrumente als eigenständige Ensembles zu formieren; allerdings konnte bislang keines dieser Ensembles an den Erfolg der 12 Cellisten anknüpfen.
Auf Anregung insbesondere Rudolf Weinsheimers wird seit 1998 in Japan das Konzert der 1000 Cellisten, das sich zu einer internationalen Musikveranstaltung entwickelt hat, veranstaltet.

## Mitglieder

### Gründungsmitglieder
- Jörg Baumann (* 1940 in Berlin; † 1995 ebenda); war seit 1966 Mitglied und von 1976 bis 1995 Solocellist der Berliner Philharmoniker.
- Wolfgang Boettcher (* 1935 in Berlin; † 24. Februar 2021 ebenda); studierte bei Richard Klemm und Maurice Gendron. War seit 1958 Mitglied der Berliner Philharmoniker und Solocellist von 1963 bis 1976, ehe er dem Ruf an die Hochschule der Künste folgte und dort eine äußerst erfolgreiche Meisterklasse aufbaute.
- Ottomar Borwitzky (* 1930 in Hamburg; † 29. März 2021); studierte bei Bernhard Günther, Arthur Troester und Paul Grümmer. War von 1956 bis 1993 1. Solocellist der Berliner Philharmoniker.
- Eberhard Finke (* 1920 in Bremen; † 29. Juli 2016); studierte bei Ludwig Hoelscher und Enrico Mainardi. War von 1950 bis 1985 1. Solocellist der Berliner Philharmoniker.
- Klaus Häussler (* 1929 in Levenhagen; † 1. Oktober 2012 in Berlin); studierte bei Walter Schulz und Adolf Steiner. War von 1963 bis 1995 Mitglied der Berliner Philharmoniker.
- Christoph Kapler (* 1933 in Eberswalde; † 21. September 2010); studierte bei Arthur Troester und Siegfried Palm. War von 1961 bis 1998 Mitglied der Berliner Philharmoniker.
- Heinrich Majowski (* 1923 in Herne; † 1991 in Berlin); war von 1950 bis 1989 Mitglied der Berliner Philharmoniker.
- Peter Steiner (* 1928 in Berlin; † 6. Februar 2003 ebenda); studierte bei Adolf Steiner. War von 1948 bis 1994 Mitglied der Berliner Philharmoniker unter Wilhelm Furtwängler, Herbert von Karajan und Claudio Abbado.
- Götz Teutsch (* 1941 in Hermannstadt, Rumänien); Solocellist in Bukarest, 1970–2006 Berliner Philharmoniker, ab 1976 Prinzipal.
- Alexander Wedow (* 1933); studierte bei Gerhard Stenzel und Richard Klemm. War von 1962 bis 1999 Mitglied der Berliner Philharmoniker.
- Rudolf Weinsheimer (* 1931 in Wiesbaden; † 11. April 2023 in Berlin); studierte bei seinem Vater und bei Karl Drebert. War von 1956 bis 1996 Mitglied der Berliner Philharmoniker. Seiner Initiative und seinem Tatendrang ist es zu verdanken, dass die 12 Cellisten gegründet wurden.
- Gerhard Woschny (* 1922 in Meißen; † 1. März 2008 in Bad Reichenhall); studierte bei Karl Grosch von der Staatskapelle Dresden. War von 1951 bis 1985 Mitglied der Berliner Philharmoniker.

### Aktuelle Mitglieder
- Bruno Delepelaire (* 1989 in Frankreich); Mitglied seit 2013
- Rachel Helleur-Simcock (* 1980 in Großbritannien); Mitglied seit 2009
- Christoph Igelbrink (* 1958 in Düsseldorf); Mitglied seit 1989
- Solène Kermarrec (* 1983 in Brest); Mitglied seit 2007
- Stephan Koncz (* 1984 in Wien); Mitglied seit 2010
- Martin Löhr (* 1967 in Hamburg); Mitglied seit 1996
- Olaf Maninger (* 1964 in Recklinghausen); Mitglied seit 1994
- Martin Menking (* 1967 in Münster); Mitglied seit 1996
- Ludwig Quandt (* 1961 in Ulm); Mitglied seit 1991
- David Riniker (* 1970 in Basel); Mitglied seit 1995
- Nikolaus Römisch (* 1972 in Berlin); Mitglied seit 2000
- Dietmar Schwalke (* 1958 in Pinneberg); Mitglied seit 1994
- Uladzimir Sinkevich (* 1986 in Minsk); Mitglied seit 2022
- Knut Weber (* 1974 in Klagenfurt); Mitglied seit 1998

### Weitere Mitglieder
- Jan Diesselhorst (* 1954 in Marburg; † 5. Februar 2009); Mitglied von 1976 bis 2009
- Richard Duven (* 1958 in Köln); Mitglied von 1986 bis 2021
- Georg Faust (* 1956 in Köln); Mitglied von 1985 bis 2011

## Diskographie
- 1976: Die 12 Cellisten der Berliner Philharmoniker
- 1983: Classic Meets Pops
- 1983: The Beatles in Classic
- 2000: South American Getaway
- 2002: Round Midnight
- 2004: As Time Goes By
- 2006: Angel Dances
- 2010: Fleur de Paris
- 2016: Hora Cero

## 50 Jahre
Zum 50. Jahrestag des Ensembles am 9. Januar 2022 in der Berliner Philharmonie kamen mit Wedow und Teutsch zwei der drei letzten lebenden Gründungsmitglieder. Weinsheimer fehlte.